# Novecento tesi
Le Novecento tesi (in latino: Conclusiones nongentae in omni genere scientiarum) chiamate anche Conclusioni filosofiche, cabalistiche e teologiche (Conclusiones philosophicae, cabalisticae et theologicae) sono un'opera letteraria scritta nel 1486 da Giovanni Pico della Mirandola, noto umanista vissuto nel XV secolo.
L'opera include una lista di 900 concetti inerenti l'intero scibile umano dell'epoca, incluse le conoscenze giudaiche e arabe, dai tempi antichi fino all'epoca rinascimentale fino alla sua, compilata come materiale di riferimento per un grande dibattito che aveva pianificato l'anno successivo a Roma e a cui avrebbero dovuto partecipare eruditi provenienti da tutto il mondo.

## Edizioni
- [D]e adscriptis numero Noningentis, Dialeticis, Moralib[us] Phisic[is] ... placitis disputabit publice Joha[n]nes Picus Mirandulanus co[n]cordie Comes, 1487.
- Conclusiones Nongentae, In Omni genere scientiarum, Petreius, 1532,  p. 195.
- Ioannis Pici Opera omnia, Basilea, 1557,  pp. 63-113.
- Conclusiones sive Theses DCCCC: Romae anno 1486 publice disputandas, sed non admissae, in Travaux d'humanisme et Renaissance, vol. 131, Ginevra, Droz, 1973,  p. 123, ISSN 0082-6081 (WC · ACNP), OCLC 164975039.

Traduzioni in italiano
- Conclusiones Nongentae: Le Novecento Tesi dell'anno 1486, traduzione di Albano Biondi, Firenze, Leo S. Olschki editore, 1995,  p. 157, ISBN 88-222-4305-6.

Traduzioni in inglese
- Conclusiones Nongentae, traduzione di Stephen Alan Farmer, Medieval & Renaissance Texts & Studies, 1998,  pp. 595, ISBN 0866982094.

Traduzioni in spagnolo
- Conclusiones mágicas y cabalísticas, Obelisco, 1996, ISBN 978-84-7720-489-3. URL consultato il 21 ottobre 2017 (archiviato dall'url originale il 19 agosto 2016).